# Archival Resource Key
Pour les articles homonymes, voir ARK.
Archival Resource Key (ARK) est une URL d'identifiants pérennes et stables assurant opacité, extensibilité et indépendance pour identifier une ressource à long terme. Il est créé en 2001 par la Bibliothèque numérique de Californie (en) et  déclaré comme un schéma d'URIen 2019. 
Un identifiant ARK contient une partie immuable, et une partie variable qui désigne une forme de l'objet ou un mode d'accès à celui-ci. L'idée est de créer un identifiant de nommage suffisamment stable pour être associé de façon permanente à un objet spécifique, tout en proposant différentes vues.
Il est implicite, dans le schéma conceptuel de ARK que la fixité est uniquement une question de service et non une propriété de la syntaxe du nommage. De plus, un « identifiant fixe » n'est pas fixe ex nihilo. Ainsi, un identifiant de n'importe quel protocole peut être prouvé persistent avec le temps. La stabilité de la ressource désignée fournit les informations à partir desquelles juger de la pérennité probable.
L'utilité d'une identification pérenne peut se révéler pour des protocoles d'accès aux objets, tels HTTP ou FTP, aussi bien que les sites d'hébergement, sujets à des modifications.
Bien qu'ayant fait l'objet d'une proposition de RFC déposée en 2001, celle-ci n'a jamais été finalisée.

## Structure
Structure :
```
https://NMA/ark:/NAAN/Nom
[Qualificatif]
```

- NAAN (Name Assigning Authority Number) : autorité d'assignation du nom. Obligatoire, identifiant unique de l'organisation qui a initialement nommé l'objet.
- NMA (Name Mapping Authority) : autorité d'adressage, optionnelle, peut être remplacée par le nom du domaine d'une organisation qui fournit le service. Aussi appelé contexte de visualisation.
- Qualificatif : chaîne optionnelle qui augmente la nomenclature de base pour offrir une hiérarchie de sous-composants à un objet[4], et des variantes à un composant (versions, langues, formats)[5].

Un registre complet de NAAN est maintenu par l'alliance ARK, répliqué à la Bibliothèque Nationale de France et à la Bibliothèque Nationale de Médecine des États-Unis (en). Il contenait 530 entrées en juin 2018, 633 en juillet 2020, 754 en avril 2021.
La dualité autorité d'adressage / identifiant permet de présenter un même document dans plusieurs contextes de diffusion : par exemple, l'un peut être dans un catalogue qui vend ce document, et un autre ce même document présenté directement en ligne.

### Exemple

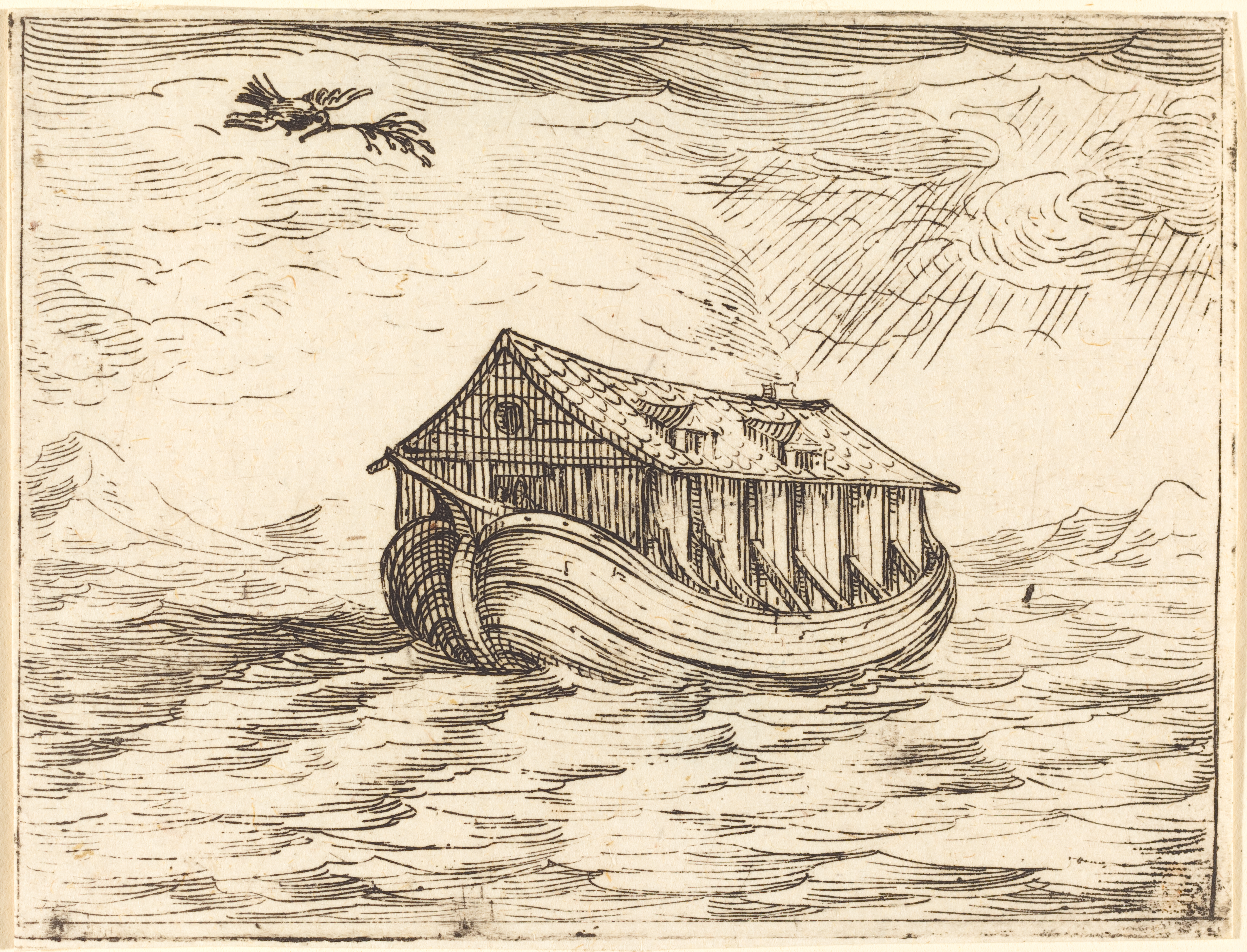
Arche de Noé sur les eaux, Jacques Callot.
ark:/53355/cl020568615

Fragments des Manuscrits de la mer Morte :
https://gallica.bnf.fr/ark:/12148/btv1b8551261c
- l'autorité d'adressage (NMA) est http://gallica.bnf.fr/
- l'identifiant ARK proprement dit est ark:/12148/btv1b8551261c

## Applications
Les identifiants ARK peuvent désigner des objets de tout type : numériques, physiques ou abstraits.
Les exemples ci-dessous ont été répertoriés (après 2020) dans l'alliance ARK par les organisations affiliées.
- Publications (100 millions, Portico)
- Enregistrements scientifiques (22 millions, INIST)
- Textes scannés (20 millions, Internet Archive)
- Enregistrements bibliographiques (15 millions, Catalogue principal de la BnF)
- Spécimens muséaux (3 millions, Smithsonian)
- Données de santé publique, la plupart de découvertes dans des mesures légales (15 millions, UCSF IDL)
- Documents numérisés et objets (5 millions, BnF Gallica)
- Personnes historiques, familles et organisations (4 millions, SNACC)
- Données scientifiques et collections spéciales (4 millions, Merritt)
- Art (500 000, Collections du Musée du Louvre)
- Archives départementales (Allier )

## Utilisation

### Numéro d'organismes
Voici une liste partielle de numéro d'organismes :
- 12025 : National Library of Medicine
- 12148 : Bibliothèque nationale de France
- 13030 : California Digital Library
- 13038 : World Intellectual Property Organization
- 13960 : Internet Archive
- 15230 : Université Rutgers
- 17101 : Centre for Ecology & Hydrology, UK
- 20775 : Université de Californie à San Diego
- 21198 : Université de Californie à Los Angeles
- 23599 : Archives départementales des Hautes-Alpes
- 25031 : University of Kansas
- 25593 : Université Emory
- 26677 : Library and Archives Canada
- 26678 : Fédération et Ressources sur l'Antiquité (FRANTIQ GDS-3378 CNRS)
- 27927 : Portico/Ithaka Electronic-Archiving Initiative
- 28722 : Université de Californie à Berkeley
- 29114 : Université de Californie à San Francisco
- 33176 : Université catholique de Louvain
- 37621 : Archives départementales d'Indre-et-Loire
- 39331 : National Library of Hungary
- 43094 : IHRIM - Institut d'Histoire des Représentations et des Idées dans les Modernités - UMR 5317
- 52327 : Bibliothèque et Archives nationales du Québec
- 53355 : Louvre (base des collections). L'identifiant ARK d'une œuvre, par exemple ark:/53355/cl010062370, permet d'accéder à sa notice en le faisant précéder de l'URL https://collections.louvre.fr[9] et d'obtenir cette notice au format JSON, lisible par un programme informatique, en ajoutant à l'URL précédente le suffixe .json[10].
- 57457 : Archives départementales de Loir-et-Cher
- 58483 : Archives départementales de la Somme
- 61001 : University of Chicago
- 61561 : Archives nationales d'outre-mer
- 62624 : New York University
- 64269 : Digital Curation Centre
- 65323 : Université de Calgary
- 67033 : Archives départementales de la Haute-Savoie
- 67375 : Institut de l'information scientifique et technique (CNRS INIST)
- 67531 : Université de North Texas
- 71137 : Archives départementales de la Côte-d'Or
- 76609 : La Maison de l'Orient et de la Méditerranée
- 77977 : Archives départementales de la Haute-Saône
- 78319 : Google
- 78428 : Université de Washington
- 80444 : Northwest Digital Archives (en)
- 81055 : British Library
- 83449 : Université de Namur
- 88435 : Université de Princeton

### Bibliothèque nationale de France
Le système ARK est utilisé à la Bibliothèque nationale de France (BnF). Pour le justifier, la BnF met en avant leur côté pratique pour les utilisateurs : lien cliquable, pérennité des identifiants et visibilité du contexte de visualisation. Par exemple, on accédera à différentes informations au sujet d'un même ouvrage en préfixant son identifiant ARK par les URL http://gallica.bnf.fr (version numérisée accessible en ligne), http://catalogue.bnf.fr (catalogue de la bibliothèque) ou http://ark.bnf.fr (ressources pédagogiques).

### California Digital Library(CDL)
La California Digital Library (en) est la créatrice du système et elle le maintient ; elle l'utilise également pour son propre compte.
Dans cet organisme, les règles d'attributions sont :
- un identifiant publiquement attribué à un objet ne le sera pas à un autre objet,
- le nom attribué ne contient aucune information à caractère sémantique,
- les noms sont attribués depuis un terminal informatique doté d'un contrôleur sur les caractères.